# ESB Villeneuve-d’Ascq
Entente sportive Basket de Villeneuve-d'Ascq - Lille Métropole (oft nur ESBVA-LM oder auch ESB Villeneuve-d’Ascq genannt) ist ein französischer Basketballverein für Frauen, welcher in der höchsten französischen Spielklasse Ligue Féminine de Basketball (LFB) spielt und an europäischen Wettbewerben teilnimmt. Der Verein ist in Villeneuve-d’Ascq, einer Stadt im Norden Frankreichs, beheimatet.

## Geschichte
Der Verein wurde 1988 durch die Fusion von Flers OmniSports und der Association sportive laïque d'Annappes als Entente sportive Basket Villeneuve-d'Ascq (ESBVA) gegründet.
Im Jahr 2000 stieg der ESBVA in die höchste französische Spielklasse Ligue Féminine de Basketball der Frauen auf.
Im Juni 2002 teilt der Verein sich in eine Profi- und eine Amateurabteilung. Im Rahmen der Partnerschaft mit der Stadtgemeinschaft wird die Profiabteilung des Vereins in Entente sportive Basket Villeneuve-d'Ascq - Lille Métropole (ESBVA-LM) umbenannt.

## Erfolge
Am 26. März 2015 gewinnt die ESBVA-LM den EuroCup Women gegen das belgische Team der Castors Braine. Es ist der erste Titel in der Geschichte des Vereins. Im selben Jahr wurde die ESBVA-LM französischer Vizemeister in der LFB.
Im Jahr 2017 konnte der Verein dann auch seinen ersten französischen Meistertitel nach einem 3:1-Sieg in der Finalserie gegen Lattes Montpellier gewinnen.
In der Saison 2023/24 spielt der Verein die beste Saison seiner Geschichte, gewinnt zum zweiten Mal in seiner Geschichte den französischen Meistertitel gegen Basket Landes und qualifiziert sich für das Finale der EuroLeague Women.
Ein Jahr später folgte dann der zweite Titel im EuroCup Women nach einem 2:0-Sieg in der Finalserie gegen den spanischen Verein Baxi Ferrol.

## Kader der Saison 2013–2014
Trainer :  Frankreich Frédéric Dussart.
| N° | Name              | Größe | Staatsangehörigkeit                     | Posten         |
| 11 | Emma Meesseman    | 1,92  | Belgien                                 | Power Forward  |
|    | Jennifer Digbeu   | 1,90  | Frankreich                              | Small Forward  |
| 13 | Olayinka Sanni    | 1,88  | Vereinigte Staaten Nigeria              | Power Forward  |
| 10 | Lenae Williams    | 1,82  | Vereinigte Staaten                      | Small Forward  |
| 12 | Lætitia Kamba     | 1,87  | Frankreich                              | Small Forward  |
| 6  | Elin Eldebrink    | 1,74  | Schweden                                | Shooting Guard |
| 9  | Johanne Gomis     | 1,77  | Frankreich                              | Shooting Guard |
| 14 | Djéné Diawara     | 1,92  | Mali                                    | Power Forward  |
| 8  | Mélissa Diawakana | 1,70  | Frankreich                              | Point Guard    |
| 7  | Chloé Westelynck  | 1,88  | Frankreich                              | Small Forward  |
| 15 | Lorraine Lokoka   | 1,84  | Frankreich Demokratische Republik Kongo | Small Forward  |

## Bekannte Spielerinnen
- Jennifer Digbeu (2012–)
- Émilie Gomis (2003–2006 ; 2009–2012)
- Vedrana Grgin-Fonseca (2001–2002 ; 2004–2005)
- Florence Lepron (2008–2009)
- Emma Meesseman (2012–)
- - Olayinka Sanni (2010–)
- Romy Bär
- Anne Breitreiner
- Michaela Moua
- Kathy Wambe
- Ann Wauters